# Chionea
Mouches des neiges
Genre
Chionea, les Mouches des neiges, est un genre d'insectes diptères de la famille des Limoniidae.

## Liste des espèces
Selon GBIF (20 mars 2025) :
- Chionea albertensis Alexander, 1941
- Chionea alexandriana Garrett, 1922
- Chionea alpina Bezzi, 1908
- Chionea araneoides Dalman, 1816
- Chionea austriaca (Christian, 1980)
- Chionea belgica (Becker, 1912)
- Chionea bezzii Oosterbroek & Reusch, 2008
- Chionea botosaneanui (Burghele-Balacesco, 1969)
- Chionea carolus Byers, 1979
- Chionea crassipes Boheman, 1846
- Chionea deogyusana Suh et al., 2014
- Chionea dolomitana Vanin, 2010
- Chionea durbini Byers, 1983
- Chionea excavata Byers, 1983
- Chionea hybrida Byers, 1983
- Chionea jellisoni Byers, 1983
- Chionea jenniferae Byers, 1995
- Chionea kanenoi Sasakawa, 1986
- Chionea lutescens Lundstrom, 1907
- Chionea lyrata Byers, 1983
- Chionea macnabeana Alexander, 1947
- Chionea magadanensis Nartshuk, 1998
- Chionea major Strobl, 1900
- Chionea mirabilis Vanin, 2008
- Chionea nigra Byers, 1983
- Chionea nipponica Alexander, 1932
- Chionea nivicola Doane, 1900
- Chionea obtusa Byers, 1983
- Chionea olympiae Vanin, 2010
- Chionea pusilla Savchenko, 1983
- Chionea pyrenaea (Bourne, 1981)
- Chionea reclusa Byers, 1995
- Chionea scita Walker, 1848
- Chionea sphaerae Zhang, Wang & Yang, 2012
- Chionea stoneana Alexander, 1940
- Chionea tianhuashana Zhang, Wang & Yang, 2012
- Chionea valga Harris, 1841
- Chionea wilsoni Byers, 1983